# Luna Voce
Luna Isabella Voce (Amsterdam, 4 aprile 1988) è una modella olandese naturalizzata italiana, incoronata Miss Universo Italia il 20 luglio 2013.

## Biografia
Luna Voce nasce ad Amsterdam il 4 aprile 1988 da padre italiano originario di Crotone, di professione danzatore, e da madre olandese, di professione segretaria. Terminati gli studi superiori al liceo classico "Pitagora" di Crotone si iscrive alla Facoltà di Scienze naturali dell'Università della Calabria. In seguito si trasferisce a Milano per lavorare come modella professionista per Major Model Management, Why Not Model Agency e Elite Model Management. Parla correntemente cinque lingue: italiano, inglese, francese, tedesco e olandese. Le piace fare anche la stilista.
Nel 2014, dopo l'esperienza a Miss Universo, diventa testimonial dell'azienda Miluna.

### Miss Universo Italia 2013
Luna viene incoronata Miss Universo Italia 2013 il 20 luglio 2013 al parco divertimenti Rainbow Magicland di Roma. Ciò le ha dato il diritto di poter rappresentare l'Italia a Miss Universo 2013, che ha avuto luogo il 9 novembre 2013 a Mosca, in Russia. All'interno del suo pacchetto premio è incluso un soggiorno di una settimana a Milano per frequentare la prestigiosa accademia di moda di John Casablancas, dove riceverà una formazione intensiva in tutte le aree della competizione per favorire la sua preparazione in vista del concorso di Miss Universo.

### Miss Universo 2013
Ha rappresentato l'Italia a Miss Universo 2013, che ha avuto luogo il 9 novembre 2013 a Mosca, in Russia, ma non è riuscita a qualificarsi nella top 16.

### Altri concorsi
Luna ha maturato molta esperienza nei concorsi di bellezza, avendo vinto Miss Terra Italia nel 2009 e rappresentato l'Italia a Miss International 2008 e Miss Terra 2009. Ha vinto inoltre il Top Model of the World nel 2012. È stata finalista a Miss Italia 2008. Ha partecipato anche a Miss Universo Italia 2009, classificandosi al 3º posto. L'anno seguente è risultata al 1º posto a Miss Mondo Italia 2010. Essendo in possesso della doppia cittadinanza, olandese e italiana, ha potuto partecipare anche a Miss Paesi Bassi 2011, classificandosi nella Top 6.